# Жабичі
Жа́бичі — річка в Україні, в межах Дубенського району Рівненської області. Права притока Стиру (басейн Прип'яті). 
Довжина близько 22 км. Долина в середній та нижній течії місцями заболочена. Річище слабозвивисте, в деяких місцях випрямлене і каналізоване. Є ставки. Господарське використання: вилов риби, рекреаційне значення.

## Розташування
Жабичі бере початок біля південно-східної околиці села Вовковиї. Тече на північ (місцями — на північний захід). Впадає до Стиру на схід від села Малеве. 
Над річкою розташоване с-ще Демидівка.

## Сучасний стан. Використання
До 2000 року проводилась очистка від замулення, на сьогоднішні річка в занедбаному стані (окрім акваторії ставків, які перебувають в оренді). Глибина русла сильно зменшилась, воно замулилось. Прибережна територія довгий час не очищувалась від чагарників і верболозів. Значно збільшилась площа заболочених земель, які не підлягають господарському використанню. Це характерно для сіл Вовковиї і Рогізне, де навесні після танення снігу виникає загроза підтоплення ґрунтовими водами підвальних приміщень у приватних будинках. 
Із закриттям пивзаводу в с. Вовковиї у 1990-х рр. екологічна ситуація водойми покращилась, припинились викиди продуктів переробки і неочищених стічних вод.
На момент 2023 року річка в неймовірно занедбаному стані кількість води є мінімальною за останні часи, русло дуже заросло і замулилося. Найбільший населений пункт на річці - селище Демидівка здійснює скидання неочищених стічних вод, що призводить до забруднення водойми. У 2020 році розпочато реконструкцію очисних споруд, поточний стан робіт невідомий.

## Галерея

Ставок у с. Рогізне
Річка в околиці с. Рогізне
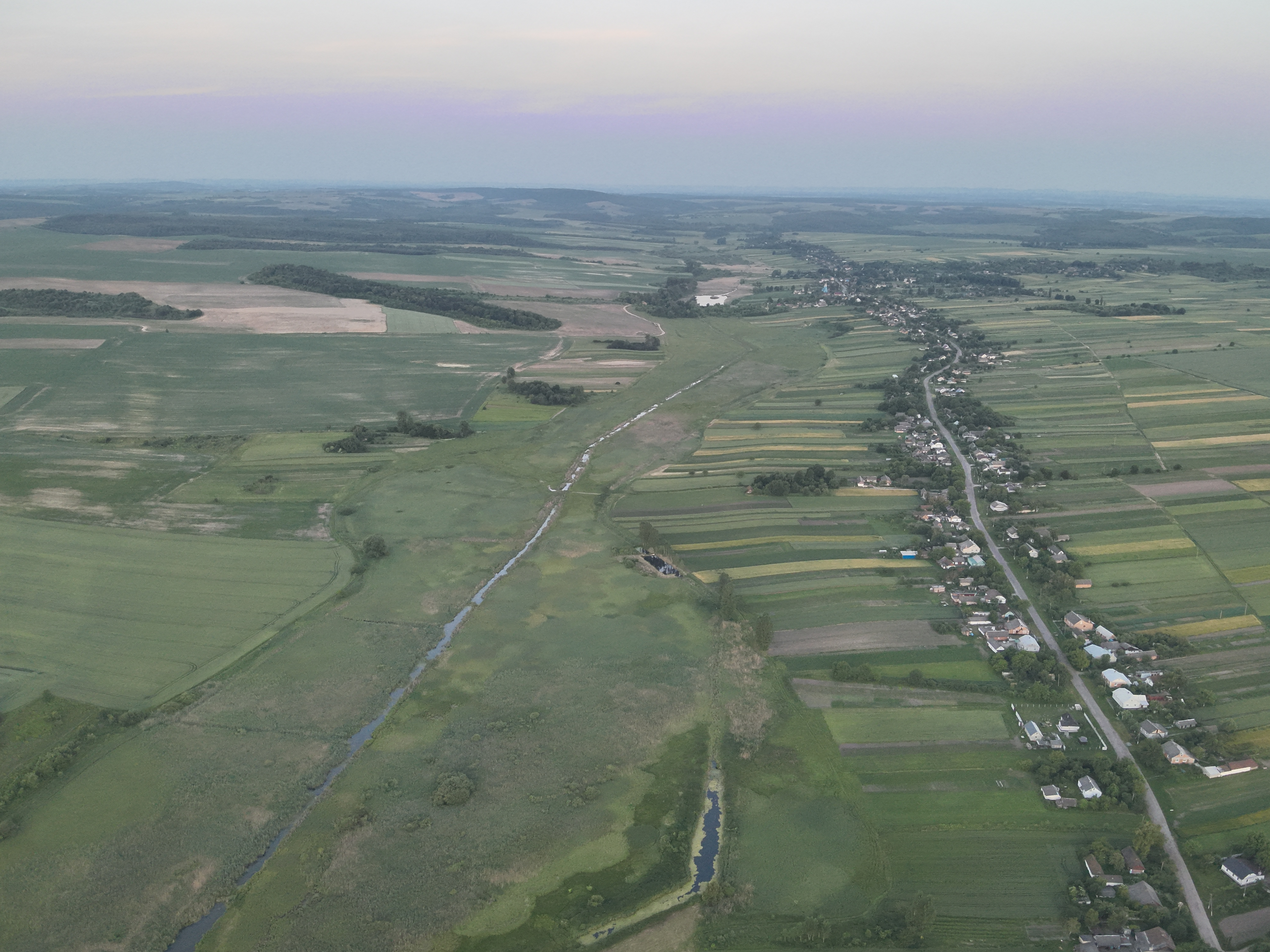
Панорама долини річки Жабичі у верхній течії, справа - село Вовковиї Дубенського району Рівненської області